# Kotorska katedrala
Katedrala sv. Tripuna ili Kotorska katedrala je jedan od dvije katoličke katedrale u Crnoj Gori. Stolna je crkva katoličke biskupije Kotor, koja pokriva cijeli zaljev.

## Povijest
Katedrala je prvotno izgrađena 809. godine i upravo u to vrijeme poznati kotorski građanin Andrea Saracenis (koji je financirao izgradnju) otkupljuje od mletačkih trgovaca relikvije svetog Tripuna. Bizantski car Konstantin VII. Porfirogenet spominje katedralu u svom djelu "O upravljanju carstvom".
Nakon nekoliko stoljeća gradi se nova katedrala koja je posvećena 19. lipnja 1166. godine. U usporedbi s drugim objektima, katedrala je jedna od najvećih i najraskošnijih građevina u Kotoru. Katedrala je teško oštećena i kasnije obnovljena nakon potresa 1667., ali nije bilo dovoljno sredstava za potpunu rekonstrukciju. U travnju 1979. dogodio se još jedan veliki potres, koji je potpuno opustošio crnogorsku obalu, i uvelike oštetio katedralu. Katedrala je poslije svakog potresa vrlo brzo rekonstruirana.
Na zapadnoj fasadi nalaze se dva zvonika. Prvobitni zvonici i fasada bili su uništeni tijekom potresa (1667.). Izgrađeni su novi zvonici (sjeverni je visok 33 m, a južni 35 m), glavni portali, rozeta, terasa i trijem. Katedrala je izgrađena kao trobrodna bazilika, s tri i pol traveja i kupolom iznad srednjeg traveja glavnog broda crkve. Svaki od brodova ima apsidu. Apsida glavnog broda ukrašena je raskošnom gotičkom triforom. Bočni brodovi imaju po sedam traveja. Ukupna dužina katedrale je 35.21 m, a širina 17.47 m. 

### Obnove
- Prva obnova (1584. – 1613.)
- Druga obnova (1671. – 1683.)
- Treća obnova (1892. – 1908.)
- Četvrta obnova (1987. – 2001.)[2]

## Poveznice
- Kotorska biskupija
- Gospa od Škrpjela
- Bokeljski Hrvati
- Sveti Tripun